# Holenderska Kompania Wschodnioindyjska

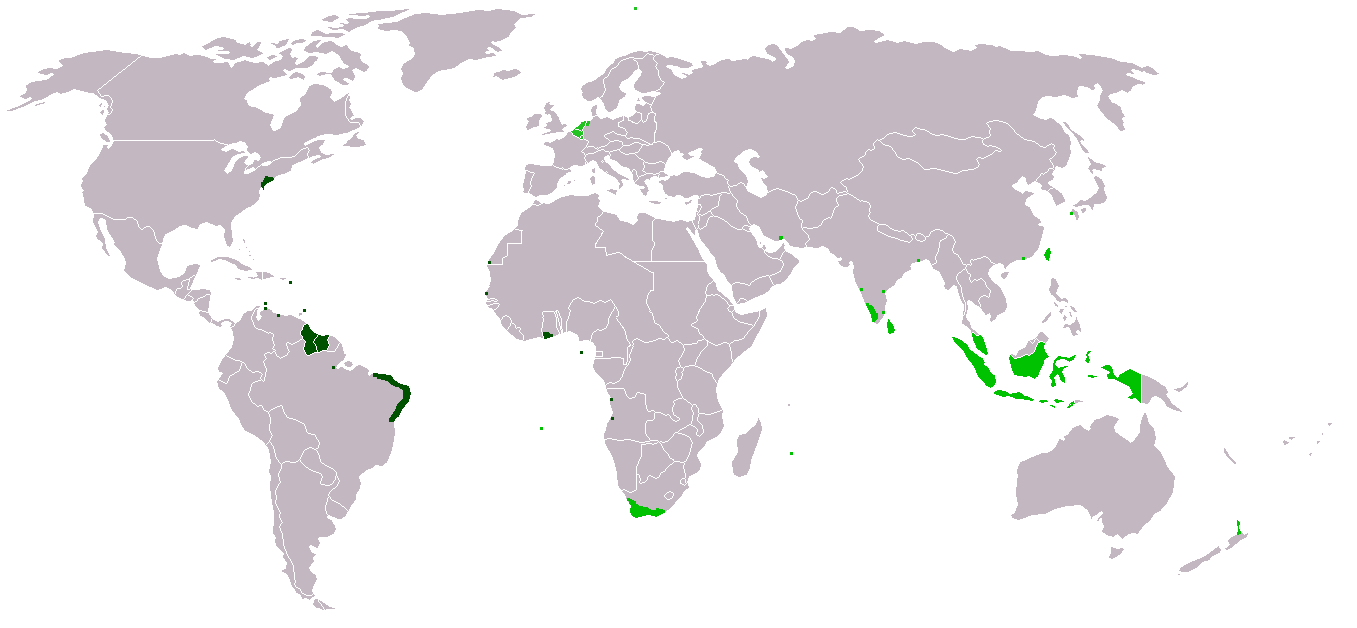
Terytoria posiadane przez VOC w okresie całej działalności kompanii.

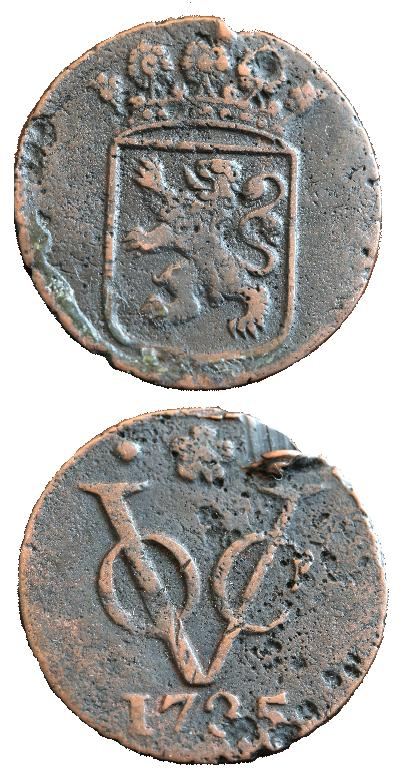
Monety wydawane przez Kompanię

Holenderska Kompania Wschodnioindyjska (niderl. Vereenigde Oostindische Compagnie, VOC; dosł. „Zjednoczona Kompania Wschodnioindyjska”) – powstała 20 marca 1602, na bazie uchwały Stanów Generalnych Republiki Zjednoczonych Prowincji (dzisiejsza Holandia), gwarantującej monopol na działalność kolonialną w Azji.

## Historia
Był to pierwszy na świecie koncern międzynarodowy oraz pierwsza na świecie kompania wypuszczająca akcje, papiery wartościowe, dla finansowania swojej działalności. Najstarsza zachowana akcja wyemitowana przez Kompanię pochodzi z 9 września 1606. Kompania dzieliła się na sześć „izb” (hol. kamer), z głównymi siedzibami w: Oostindisch Huis (Amsterdam), Middelburg (dla Zelandii), Enkhuizen, Delft, Hoorn i Rotterdamie. Delegaci z poszczególnych „izb” obradowali jako „Heeren XVII” (siedemnastu Panów).

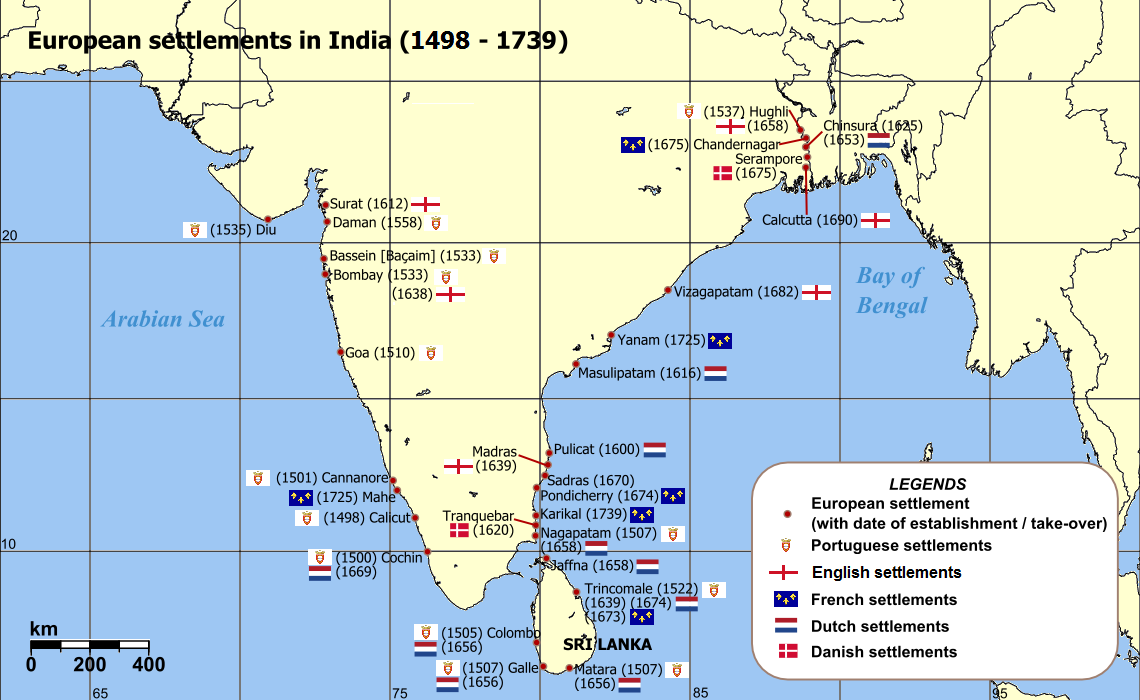
Mapa osadnictwa europejskiego w Indiach

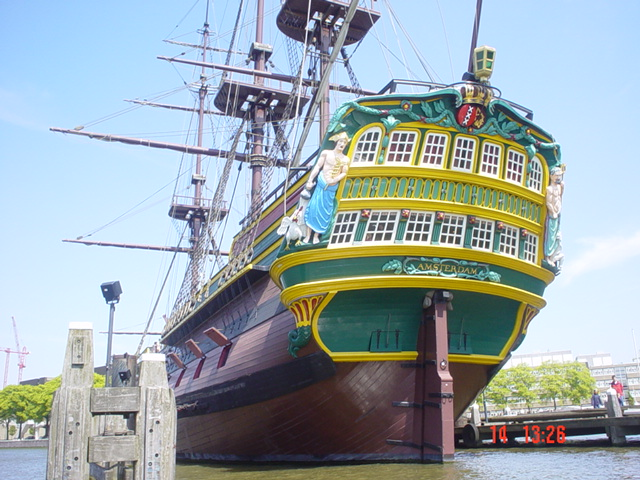
Replika statku Amsterdam

Kompania ustanowiła swoje faktorie w Batawii na Jawie (dzisiejsza Dżakarta, Indonezja), na Wyspach Korzennych (Moluki), a w Japonii na wyspie Dejima w zatoce Nagasaki. Kompania handlowała srebrem wydobywanym w hiszpańskich kopalniach w Peru, miedzią wydobywaną w Japonii, tekstyliami z Chin i Indii, ceramiką oraz pożądanymi w Europie przyprawami do potraw.
Kompania odgrywała dużą rolę w przekazywaniu nowych idei i technologii z Europy do Azji, popierała misjonarzy chrześcijańskich. W 1640 kompania zdobyła port Galle w Sri Lance od Portugalii, łamiąc monopol portugalski na handel cynamonem.
W 1652 VOC założyła faktorię na Przylądku Dobrej Nadziei w Afryce Południowej, dla uzupełnienia zapasów statków handlowych w drodze na Daleki Wschód. Faktoria ta stała się później Kolonią Przylądkową, gdzie osiedliło się wielu Holendrów i innych Europejczyków (obecnie w Republice Południowej Afryki).
VOC ustanowiła swe faktorie również w Iranie, Bangladeszu, Syjamie (dzisiejsza Tajlandia), Kantonie (dzisiejsze miasto Guangzhou w Chinach, w mieście tym posiadali swoją faktorię również Brytyjczycy), na wyspie Formoza (dzisiaj Tajwan, jednak w 1662 Holendrzy zostali usunięci z wyspy) oraz w południowych Indiach.
W 1669 Holenderska Kompania Wschodnioindyjska była najbogatszą kompanią na świecie, posiadając ok. 150 statków handlowych, 40 okrętów, ok. 50 tys. pracowników, własną 10 tys. armię i wypłacając 40% dywidendy od swoich akcji. Kompania przez cały czas działalności była w konflikcie z Wielką Brytanią, konkurując z Brytyjską Kompanią Wschodnioindyjską.
W XVIII w. VOC skoncentrowała się na Indiach Wschodnich. Po czterech wojnach Brytyjczyków ze Zjednoczonymi Prowincjami, czyli dzisiejszą Holandią (1780–1784), kompania popadła w kłopoty finansowe i w 1798 została rozwiązana. Na kongresie wiedeńskim w 1815 Indie Wschodnie zostały przyznane Królestwu Niderlandów (Holandii).